# 크란스카 소시지
크란스카 소시지(슬로베니아어: Kranjska klobasa 크란스카 클로바사)는 슬로베니아의 소시지이다.

## 비슷한 음식
오스트리아에서는 치즈를 추가해 만든 크란스카 소시지인 케제크라이너를 먹는다.

## 같이 보기
- 키에우바사